# 文庫レーベル一覧
文庫レーベル一覧（ぶんこレーベルいちらん）では、文庫本のレーベル一覧を掲載する。

## 一般文庫レーベル

### 出版別 あ行
| あ - 朝日新聞出版 - 朝日文庫 - 朝日エアロ文庫 - 飛鳥新社(レーベル名なし) | い - 岩波書店 - 岩波文庫 - 岩波現代文庫 | う - 潮出版社 - 潮文庫 | え | お |

### 出版社別 か行
| か - KADOKAWA アスキー・メディアワークス - メディアワークス文庫 - KADOKAWA 角川書店 - 角川文庫 - 角川ソフィア文庫 - 角川ホラー文庫 - KADOKAWA 中経出版 - 中経の文庫 - 角川春樹事務所 - ハルキ文庫 - 河出書房新社 - 河出文庫 - KAWADE夢文庫 | き - KKベストセラーズ - ワニ文庫 | く | け - 幻冬舎 - 幻冬舎文庫 | こ - 講談社 - 講談社文庫 - 講談社学術文庫 - 講談社文芸文庫 - 講談社+α文庫 - 講談社タイガ - 光文社 - 光文社文庫 - 知恵の森文庫 - 光文社古典新訳文庫 - 光文社未来ライブラリー - 弘文堂 - アテネ文庫 |

### 出版社別 さ行
| さ - 三交社 - SKYHIGH文庫 - サンマーク出版 - サンマーク文庫 | し - 実業之日本社 - 実業之日本社文庫 - 集英社 - 集英社文庫 - オレンジ文庫 - 小学館 - 小学館文庫 - 祥伝社 - 祥伝社文庫 - 祥伝社黄金文庫 - 新潮社 - 新潮文庫 - 新潮文庫nex | す - スターツ出版 - スターツ出版文庫 | せ - 青春出版社 - 青春文庫 - 静山社 - 静山社文庫 - ハリー・ポッター文庫 - 成美堂出版 - 成美文庫 | そ - 草思社 - 草思社文庫 |

### 出版社別 た行
| た - 大和書房 - だいわ文庫 - 宝島社 - 宝島社文庫 | ち - 筑摩書房 - ちくま文庫 - ちくま学芸文庫 - 中央公論新社 - 中公文庫 | つ | て - TOブックス - TO文庫 - ディスカヴァー・トゥエンティワン(レーベル名なし） | と - 東京創元社 - 創元SF文庫 - 創元推理文庫 - 創元ライブラリ - 創元文芸文庫 - 徳間書店 - 徳間文庫 - 徳間時代小説文庫 |

### 出版社別 な行
| な | に - 日本経済新聞出版社 - 日経文庫 - 日経文芸文庫 - 日経ビジネス人文庫 | ぬ | ね | の |

### 出版社別 は行
| は - ハーパーコリンズ・ジャパン - ハーパーBOOKS - 早川書房 - ハヤカワ文庫 - ハヤカワ演劇文庫 - ハヤカワ時代ミステリ文庫 - 原書房 - コージーブックス | ひ - PHP研究所 - PHP文庫 - PHP文芸文庫 - 一二三書房 - 一二三文庫 | ふ - 扶桑社 - 扶桑社文庫 - 双葉社 - 双葉文庫 - 二見書房 - 二見サラ文庫 - 文藝春秋 - 文春文庫 - 文春学藝ライブラリー - 文芸社 - 文芸社文庫 | へ | ほ - 法藏館 - 法藏館文庫 - ポプラ社 - ポプラ文庫 - ポプラポケット文庫 - ポプラ文庫ピュアフル |

### 出版社別 ま行
| ま - マイナビ出版 - マイナビ文庫 - ファン文庫 - 毎日新聞出版 - 毎日文庫 - マガジンハウス - マガジンハウス文庫 | み - 三笠書房 - 王様文庫 - 知的生きかた文庫 | む | め | も |

### 出版社別 や行
| や |  | ゆ |  | よ |

### 出版社別 ら行
| ら | り - リベラル社 - リベラル文庫 | る | れ | ろ |

### 出版社別 わ行
| わ |

## 男性向け中心の文庫レーベル
- イースト・プレス
  - 悦文庫
- 潮書房光人社
  - 光人社NF文庫
  - 文庫ぎんが堂
- オークス
  - ヴァージン文庫
- 海王社
  - えちかわ文庫
- 学陽書房
  - 人物文庫
- 河出書房新社
  - 河出i文庫
- キルタイムコミュニケーション
  - 二次元ドリーム文庫
  - あとみっく文庫
  - リアルドリーム文庫

- 幻冬舎
  - 幻冬舎時代小説文庫
  - 幻冬舎アウトロー文庫
  - コスミック文庫
  - コスミック・時代文庫
  - コスミック・ロマン文庫
  - 架空戦記文庫
- 彩図社（レーベル名なし）[5]
- コスミック出版
  - コスミック・告白文庫
- 宝島社
  - 宝島SUGOI文庫
- 竹書房
  - 竹書房文庫
  - 竹書房怪談文庫
  - ラブロマン文庫
- 鉄人社
  - 鉄人文庫
- パラダイム
  - ぷちぱら文庫
    - ぷちぱら文庫Creative

- 二見書房
  - マドンナメイト文庫
  - 二見文庫
  - 二見時代小説文庫
- ミリオン出版
  - 大洋文庫
- フランス書院
  - フランス書院文庫
  - フランス書院文庫X
  - ナポレオン文庫
- ベストセラーズ
  - ベストセラーズ文庫
- 山と溪谷社
  - ヤマケイ文庫
- KADOKAWA 中経出版 
  - 新人物文庫

## 女性向け中心の文庫レーベル
- アルファポリス
  - エタニティ文庫
  - レジーナ文庫
  - ノーチェ文庫
- イースト・プレス
  - ソーニャ文庫
  - アズ文庫
- 一迅社
  - 一迅社文庫アイリス
- インフォレスト
  - ジュリエット文庫
- オークラ出版
  - プリズム文庫
  - マグノリアロマンス
- KADOKAWA アスキー・メディアワークス
  - B-PRINCE文庫
  - ジュエル文庫
- KADOKAWA エンターブレイン
  - ビーズログ文庫
  - ビーズログ文庫アリス
- KADOKAWA 角川書店
  - 角川ルビー文庫
  - 角川文庫クロスラブ
- KADOKAWA 富士見書房
  - 富士見L文庫
- KADOKAWA メディアファクトリー
  - フルール文庫
    - ブルーライン
    - ルージュライン
- 幻冬舎
  - 幻冬舎ルチル文庫
  - ラベンダーブックス
- 光彩書房
  - 光彩文庫ピンキーティーンズ♥ノベルズ

- コスミック出版
  - マリーローズ文庫
  - セシル文庫
- 三交社
  - エブリスタWOMAN
  - ガブリエラ文庫
- 集英社
  - シフォン文庫
  - ピンキー文庫
- 集英社クリエイティブ
  - ベルベット文庫
- ジュリアンパブリッシング
  - ロイヤルキス文庫
  - カクテルキス文庫
  - チュールキス文庫
- 心交社
  - ショコラ文庫
- 新書館
  - ウィングス文庫
  - ディアプラス文庫
  - モノクローム・ロマンス文庫
- スターツ出版
  - ケータイ小説文庫
  - ベリーズ文庫
  - 野いちご文庫
- 聖母の騎士社
  - 聖母文庫
- 大誠社
  - プリエール文庫
  - リリ文庫
- 大洋図書
  - SHY文庫
- 竹書房
  - 蜜猫文庫
  - ラズベリーブックス
  - ラヴァーズ文庫
  - タナトス文庫

- 徳間書店
  - キャラ文庫
- ハーパーコリンズ・ジャパン
  - ハーパーBOOKS
  - MIRA文庫
  - ハーレクイン文庫
  - ハーレクインSP文庫
  - ヴァニラ文庫
- 白泉社
  - 花丸文庫
    - 花丸文庫BLACK
- 原書房
  - ライムブックス
- 二見書房
  - シャレード文庫
    - シャレードパール文庫

  - ハニー文庫
- ブライト出版
  - ローズキー文庫
- プランタン出版
  - ティアラ文庫
  - オパール文庫
- フロンティアワークス
  - ダリア文庫
  - フィリア文庫
- 文芸社
  - 文芸社ピーチ文庫
- ポプラ社
  - ポプラポケット文庫ガールズ
- メディアックス
  - さらさ文庫
- リブレ出版
  - 乙蜜ミルキィ文庫

## 漫画文庫レーベル
- 朝日新聞出版
  - ソノラマコミック文庫
  - 朝日コミック文庫
- 秋田書店
  - 秋田文庫
- 潮出版社
  - 潮漫画文庫
- 幻冬舎コミックス
  - 幻冬舎コミックス漫画文庫
- 講談社
  - 講談社漫画文庫
- 実業之日本社
  - 実業之日本社漫画文庫
- 集英社
  - 集英社コミック文庫
  - ホーム社漫画文庫（集英社発売・ホーム社発行）
- 小学館
  - 小学館文庫コミック版
- 祥伝社
  - 祥伝社コミック文庫
- 青心社
  - 青心社文庫
- 竹書房
  - 竹書房漫画文庫
- 中央公論新社
  - 中公文庫コミック版
- 白泉社
  - 白泉社文庫
- 早川書房
  - ハヤカワコミック文庫
- 双葉社
  - 双葉コミック文庫
- ぶんか社
  - ぶんか社コミック文庫
- 文藝春秋
  - 文春ジブリ文庫
  - まんがグリム童話文庫
  - ホラーMコミック文庫
- リイド社
  - リイドコミック文庫

## 廃刊・休刊
- 青木書店
  - 青木文庫
- 朝日新聞出版
  - 朝日時代小説文庫
  - 朝日文芸文庫
- 朝日ソノラマ
  - 宇宙船文庫
- アスキー・メディアワークス（旧メディアワークス、発売・主婦の友社→角川書店）
  - 電撃G's文庫
  - 魔法のiらんど文庫
- アスペクト
  - アスペクト文庫
- インターグロー
  - すこし不思議文庫
- 一迅社
  - メゾン文庫
- ウィーヴ
  - ヴィレッジブックス
- ウェッジ
  - ウェッジ文庫
- 枻出版社
  - 枻文庫
- SBクリエイティブ
  - SB文庫
- 旺文社
  - 旺文社文庫
- 大月書店
  - 国民文庫
- 海王社
  - ガッシュ文庫
- 学習研究社
  - 学研M文庫
- 学研パブリッシング
  - もえぎ文庫
- 学陽書房
  - 女性文庫
  - 学陽文庫
- 角川書店
  - 角川スニーカーG文庫
  - 角川mini文庫
- 角川春樹事務所
  - 時代小説文庫
  - ハルキ・ホラー文庫
  - ボーダーランド文庫
- KADOKAWA メディアファクトリー
  - MF文庫ダ・ヴィンチ
  - MF文庫ダ・ヴィンチMEW
- 神奈川新聞
  - かもめ文庫
- キノブックス
  - キノブックス文庫
- 勁文社（倒産）
  - ケイブンシャの大百科
  - ケイブンシャ文庫
  - グリーンドア文庫
- 芸林書房
  - 芸林21世紀文庫
- KKベストセラーズ
  - ベスト時代文庫
- 幻冬舎
  - 幻冬舎よしもと文庫
- 廣済堂出版
  - 廣済堂文庫
    - モノノケ文庫
    - ヒューマン文庫
    - なでしこ文庫

- 光文社
  - CR文庫
  - 光文社時代小説文庫
- ゴマブックス
  - ゴマ文庫
- サークル出版
  - サークル文庫
- サンガ
  - サンガ文庫
- 三交社
  - メディアソフトグレース文庫
- サンパウロ
  - アルバ文庫
- サンリオ
  - サンリオSF文庫
- 紫紅社
  - 紫紅社文庫
- 実業之日本社
  - じっぴコンパクト文庫
- 嶋中書店
  - 嶋中文庫
- ジャイブ
  - ピュアフル文庫
- 社会思想社（倒産）
  - 現代教養文庫
- 集英社
  - 集英社漫画文庫
  - 集英社be文庫
- 主婦の友社
  - 主婦の友文庫
- 春陽堂書店
  - 春陽堂文庫
  - 春陽文庫
- 小学館
  - エンジェル文庫
- 祥伝社
  - 祥伝社ストリート文庫
  - ノン・ポシェット
    - ノン・ポシェット・ビジュアル
- 新学社
  - 近代浪漫派文庫
- 新紀元社
  - 新紀元文庫
- 新潮社
  - 新潮OH!文庫
  - 新潮pico文庫
- 新日本出版社
  - 新日本文庫
- 新風舎（倒産）
  - 新風舎文庫
- SDP出版
  - SDP文庫
- 創元社
  - 創元こころ文庫
- ソニー・マガジンズ
  - ソニー・マガジンズ文庫AX
- 宝島社
  - 宝島文庫
- 武田ランダムハウスジャパン（倒産）
  - RHブックス＋プラス
- ディスカヴァー・トゥエンティワン
  - ディスカヴァー文庫[6]
- 千曲秀版社
  - チクマ文庫

- 桃園書房（倒産）
  - 桃園文庫
- 東京図書出版
  - TTS文庫
- 徳間ジャパン
  - くりいむレモン文庫
- 徳間書店
  - 徳間AMキャラ文庫
  - 徳間文庫カレッジ
- 永岡書店
  - ナガオカ文庫
- 日本経済新聞出版社
  - 日経文芸文庫
- 白泉社
  - 白泉社My文庫
  - 招き猫文庫
- 早川書房
  - イソラ文庫
  - ミステリアス・プレス文庫
- ビジネス社
  - 「鞄の中身」文庫
- 富士見書房
  - 富士見文庫
  - 富士見ドラゴンノベルズ
  - 富士見時代小説文庫
  - 富士見ロマン文庫
  - 富士見美少女文庫
  - 団鬼六文庫
  - 富士見新時代小説文庫
- 扶桑社
  - 扶桑社文庫
  - 扶桑社海外文庫
  - SPA!文庫
- 双葉社
  - 双葉V文庫
  - 双葉ポケット文庫
- 二見書房
  - ミステリ文庫
  - 二見WaiWai文庫
- フランス書院
  - 美少女文庫
  - プラチナ文庫（プランタン出版発行）
  - ラピス文庫（プランタン出版発行）
- ぶんか社
  - ぶんか社文庫
- 文藝春秋
  - 文春文庫PLUS
- ベネッセコーポレーション
  - 福武文庫
- 保育社
  - カラーブックス
- ポプラ社
  - ポプラ社文庫
- 三笠書房
  - 三笠文庫
- 洋泉社(倒産)
  - 洋泉社文庫
- ランダムハウス講談社
  - ランダムハウス講談社文庫
  - 時代小説文庫
- リットーミュージック
  - 立東舎文庫
- リンダパブリッシャーズ(倒産)
  - リンダブックス